# 結頭份文化廣場
結頭份文化廣場位於宜蘭縣員山鄉永金一號橋至永金二號橋之間，「宜蘭河永金一號橋下游段河川環境改善工程」主要工程內容之一，此場域結合水利署第一河川局，透過水利工程的改造與社區參與，呈現在地的文化特色，由當地社區組織維護管理，並於2015年獲得第15屆公共工程金質獎特優。

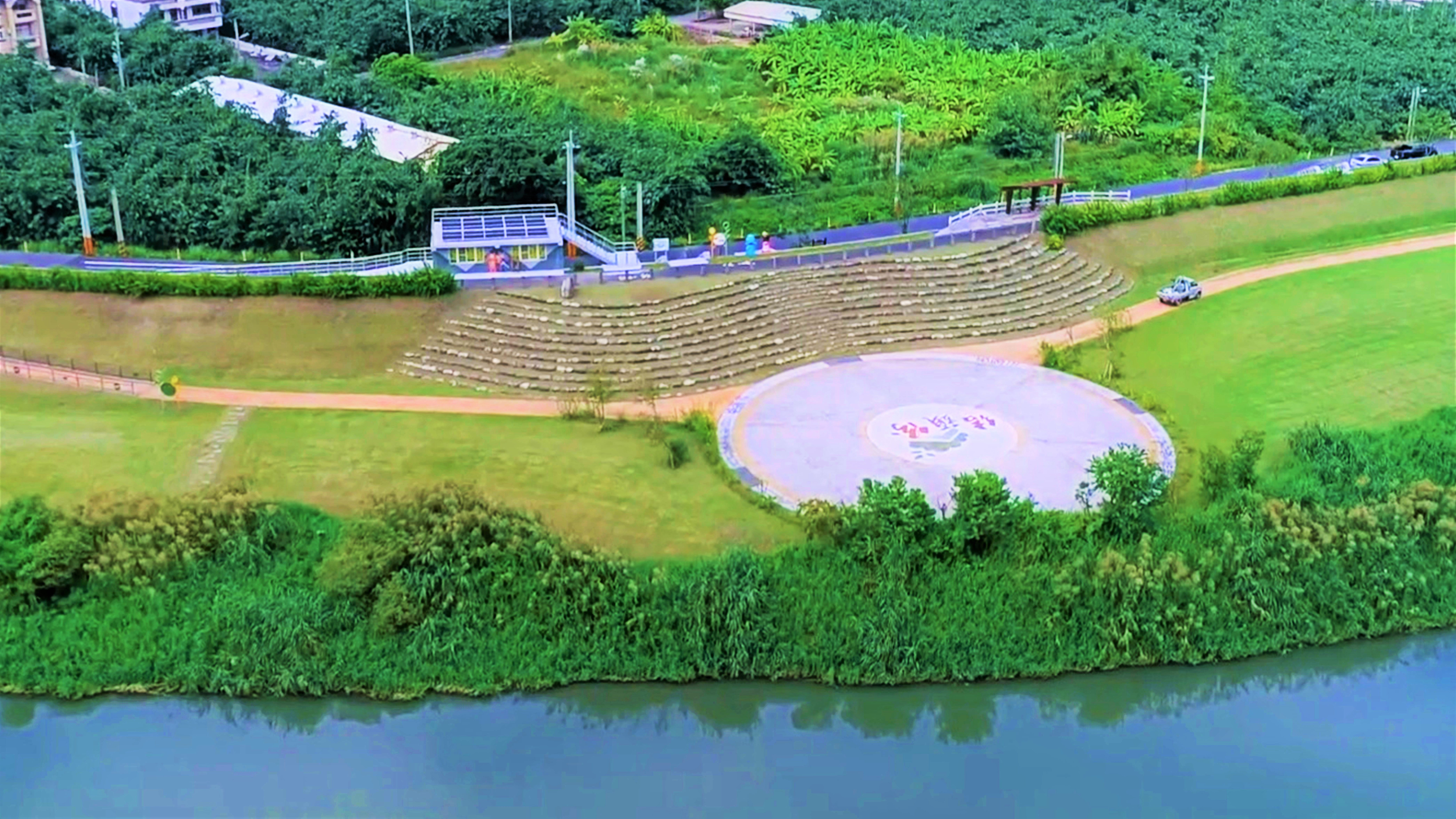
結頭份文化廣場

## 廣場特色
原先雜亂的河堤邊坡，使用既有的混泥土上使用新型的施工手法，覆土夯實，來增加植物的綠化面積；步道具有保水、透水、透氣的功效，結合綠建材，若下雨時，步道上的水流則會流至地下土壤中。

## 廣場用途
結頭分位於宜蘭縣員山鄉東部，為台灣歌仔戲文化的發源地，結頭份文化廣場為當地的歌仔戲主題廣場，在廣場周圍，皆設有歌仔戲的緣由故事，社區居民為延續當地歌仔戲文化會於每年8月份自發性在此舉辦「結頭份歌仔戲文化節」，其他大型活動也會利用廣場在此舉辦，如:草地音樂會、健走等活動，也設置了自行車駐車平台、會呼吸的步道，提供民眾活動。

## 獲獎紀錄
行政院公共工程委員會「第15屆公共工程金質獎」特優
105年度經濟部「水利署轄管綠美化水岸土地認養維護成效」 績優單位第三名
106年度經濟部「水利署轄管綠美化水岸土地認養維護成效」 績優單位第三名
107年度經濟部水利署「全國水岸土地認養維護」績優單位第三名

## 外部連結
- 104年第15屆公共工程金質獎專區—宜蘭河永金一號橋下游段河川環境改善工程 （页面存档备份，存于）
- 經濟部水利署
- 結頭份社區發展協會Jie tou fen
- 經濟部水利署第一河川局 （页面存档备份，存于）